# Битка за Нашице 1944.
Битка за Нашице новембра 1944. године је, по броју бораца НОВЈ и непријатеља, по жестини и трајању, била највећа битка на тлу Славоније. Укупне снаге Шестог славонског корпуса НОВЈ у операцији за ослобођење Нашица, имале су 9 000 бораца. На обе стране учествовало је око 18 000 бораца НОВЈ и непријатеља.

## Битка
Почетак напада на околне гарнизоне био је предвиђен за 17. новембар у 22 часа. Напад на Нашице почео је у 7 часова, 18. новембра, а у нападу су учествовале Шеснаеста и Осамнаеста бригада 40. славонске дивизије. Борбе у Нашицама трајале су пуних 7 дана и ноћи. Непријатељ се користио тенковима, артиљеријом и авијацијом. У ликвидацији бункера главну улогу одиграли су борци који су, уз помоћ диверзаната, бацали експлозив на бункере. Разорна снага експлозива имала је већи учинак и од топова. На тај начин за 2 дана и 2 ноћи уништено је и разорено преко 36 армирано-бетонских бункера са немачким посадама. У току борбе са немачком одбраном, офанзивна акција славонских бораца трајала је 50 часова без спавања и одмора.
Дванаеста пролетерска бригада је у садејству са 18. бригадом заузела Нашице, сем Пејачевићевог дворца. Остатак од око 250 немачких војника, побегли су у средњовековни дворац, у последње упориште. Око 16,30 часова 22. новембра 1944, Штаб 12. пролетерске обавестио је Штаб Дивизије да је Бригада извршила добивени задатак. Но, 24. новембра око 5 часова, немачки тенкови су са 1500 немачких војника ушли у Нашице, након чега су успели да задрже упориште.

## Резултат
За време борбе око Нашица, уништено је 7 тенкова и 40 аутоматских оружја. На обе стране из строја је избачено преко 2000 бораца. На улицама Нашица је остало око 300 немачких лешева. Према партизанској процени, губици непријатеља износили су око 900 погинулих и 600 рањених. Губици НОВЈ износили су 156 погинулих и 812 рањених. Заплењено је 600 пушака, 40 пушкомитраљеза и митраљеза, 10 лаких минобацача, 327 000 пушчаних метака, 230 мина за минобацаче, 180 шаторских крила, 150 пари обуће и одеће и друге опреме.